# RCD Espanyol de Barcelone (rink hockey)
La section de rink hockey du RCD Espanyol de Barcelone a été créée en 1942 et est devenue l’un des clubs pionniers de ce sport en remportant de nombreux succès. le club est l'un des clubs fondateurs du championnat d'Espagne de rink hockey. Bien que ses activités aient cessées en 1972, il n'a été officiellement dissous qu'en 1996. Jusque dans les années 1970, c'était le grand club dominant du rink hockey et celui qui remportait le plus de succès. Le 13 juillet 2017, est apparue Seccions Deportives Espanyol (ca), un club de rink hockey dont l'objectif est de devenir la nouvelle section de rink hockey du RCD Espanyol de Barcelone.

## Palmarès
- 11 coupe d'Espagne : 1944, 1947, 1948, 1949, 1951, 1954, 1955, 1956, 1957, 1961, 1962
- 15 championnat de Catalogne (ca) : 1943, 1944, 1946, 1947, 1948, 1949, 1950, 1951, 1952, 1953, 1955, 1956, 1958, 1961, 1969
- 1 coupe des nations : 1953